# Verwaltungseinheit

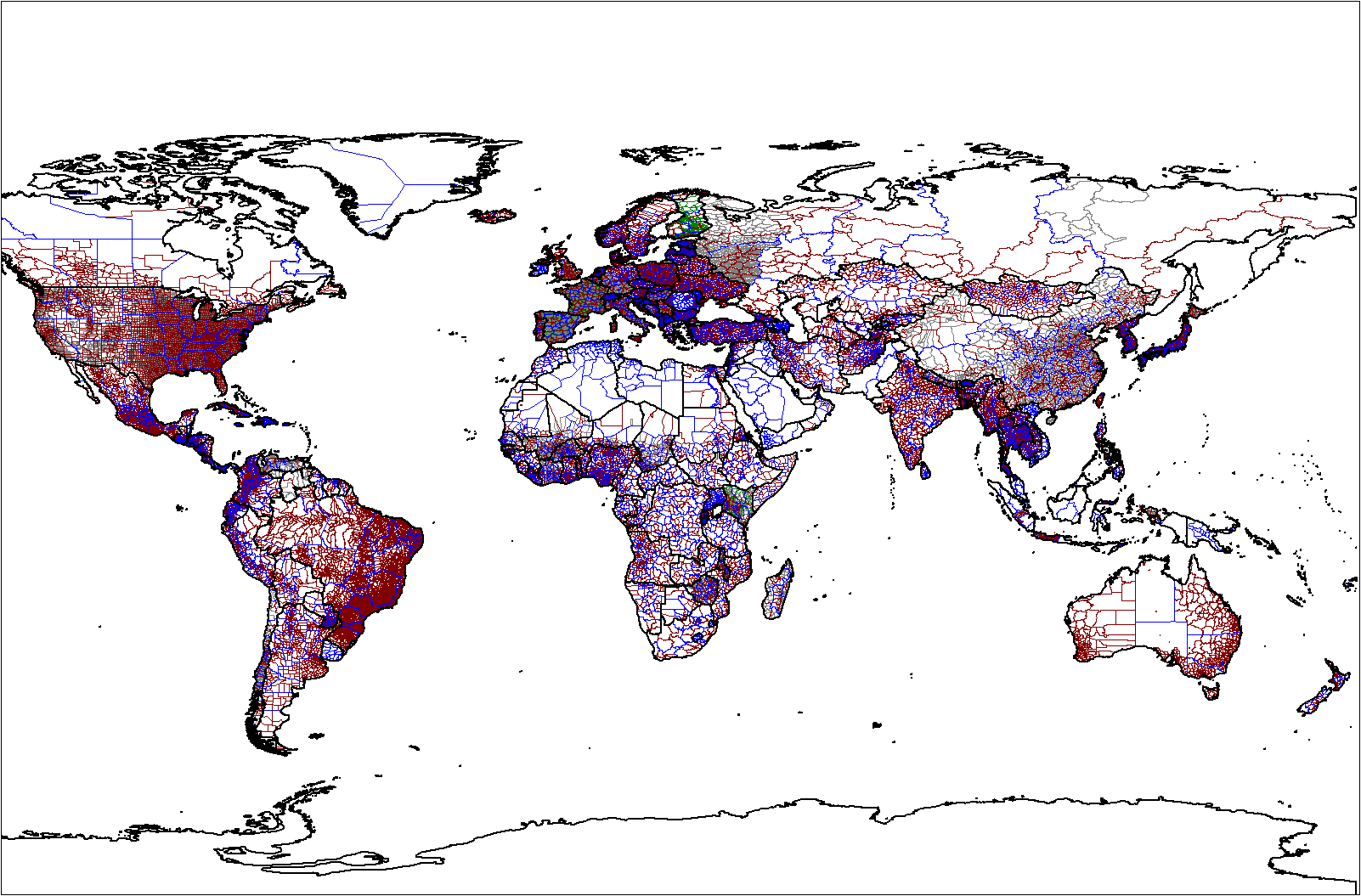
Verwaltungsgliederung der Erde

Als Verwaltungseinheiten werden Gebiete bezeichnet, die sich aus der Aufteilung eines Staatsgebiets in räumliche Zuständigkeitsbereiche ergeben. Jedes Gebiet, für das innerhalb der öffentlichen Verwaltung Zuständigkeiten definiert wurden, kann als eine separate Verwaltungseinheit angesehen werden.

## Gliederung und Bezeichnungen
Die Einheiten der regionalen Gliederung sind die (üblicherweise hierarchisch und überlappungsfrei) einander über- und untergeordneten Verwaltungsebenen. In vielen Staaten gibt es jeweils vier bis sechs solcher Ebenen, zu denen vor allem gehören:
1. Region, Provinz (früher auch Gau), Gouvernement usw. (NUTS 1, NUTS 2)
2. Regierungsbezirk (in vier deutschen Ländern), in Tschechien und der Slowakei Landschaftsverband (Kraj), in England Grafschaft, in Russland Gebiet (Oblast), in Frankreich, Griechenland und Japan Präfektur usw. (NUTS 2, NUTS 3)
3. Landkreis, kreisfreie Stadt, Stadtkreis bzw. Statutarstadt, Verwaltungs- bzw. politischer Bezirk (NUTS 3)
4. Distrikt als teilweise gemeinsame Verwaltung selbständiger Gemeinden desselben Landkreises; in den deutschen Bundesländern sehr unterschiedlich benannt: z. B. in Bayern Verwaltungsgemeinschaft, in Niedersachsen Samtgemeinde und in Rheinland-Pfalz Verbandsgemeinde; andernorts auch Gerichtsbezirk und anderes (LAU 1)
5. Politische Gemeinde als unterste Verwaltungseinheit (LAU 2)

für verschiedene Belange kann sie noch unterteilt sein in:
1. Ortsteile, Ortschaften oder Katastralgemeinden

Für die Durchführung politischer Wahlen werden viele Gemeinden noch weiter untergliedert; die Wahlsprengel haben im Regelfall Einwohnerzahlen von einigen Hundert (siehe auch Wahlkommission).
In föderalen Staaten können Verwaltungseinheiten sowohl auf Teilstaats- als auch auf Bundesebene existieren. Letztere können sich an den Grenzen der Teilstaaten orientieren, müssen es aber nicht.

## Die Gemeinden als unterste Verwaltungseinheit
In den Staaten Kontinentaleuropas sind die „Kommunen“ (siehe Gemeinde) mit eigener Rechtspersönlichkeit ausgestattet. Wie auch der Staat selbst werden sie als „Gebietskörperschaften“ aufgefasst, denen auf einem abgegrenzten Territorium in bestimmten sachlichen Zuständigkeitsbereichen Hoheitsrechte zukommen. Parlamente und Kommunalvertretungen sind rechtlich „Organe“ dieser Körperschaft. Den Staaten des common law ist die Vorstellung von Verwaltungseinheiten mit eigener Rechtspersönlichkeit unbekannt: districts oder counties sind im juristischen Sinn nicht existent. Der überkommenen Vorstellung des englischen Rechts von Identität von Staat und Krone entspricht es, dass Rechte und Pflichten nur bestimmten Institutionen zukommen, im Falle der Kommunalverwaltung den local authorities bzw. local councils.